# جون جي. كاميرون
جون جي. كاميرون هو سياسي كندي، ولد في 13 ديسمبر 1876 في Heatherton, Nova Scotia ‏ في كندا، وتوفي في 18 أغسطس 1957 في ليفربول، نوفا سكوتيا ‏ في كندا. نشط حزبياً في جمعية المحافظين التقدمية لنوفا سكوشا.